# George Pritchard
George Pritchard (Birmingham, 1º agosto 1796 – Hove, 6 maggio 1883) è stato un missionario e diplomatico britannico, che ebbe grande influenza sul regno di Tahiti come consigliere della regina Pomare IV. La sua politica creò rilevanti tensioni tra il Regno Unito e la Francia riguardo a Tahiti.
Missionario anglicano e rappresentante del governo britannico a Tahiti (1824), divenne influente alla corte della regina Pomare IV che spinse a espellere i missionari cattolici francesi dal suo regno (1836). Espulso nel 1844 dalle autorità francesi dopo l'instaurazione del protettorato a Tahiti (1842-1847), riuscì a ottenere un indennizzo dalla Francia mettendo in difficoltà il re Luigi Filippo e il suo governo. In seguito fu nominato console a Samoa fino al 1856, allorquando si ritirò e tornò in Inghilterra dove morì nel 1883.